# أيسر التفاسير لكلام العلي الكبير
أيسر التفاسير لكلام العلي الكبير أحد كتب تفاسير القرآن الكريم العصرية، ألفه جابر بن موسى بن عبد القادر بن جابر المعروف بأبو بكر الجزائري.

## أسلوب التفسير
هو كتاب تفسير سهل موجز للقرآن الكريم، يأتي مصنفه أبو بكر الجزائري بالآية ويشرح مفرداتها أولًا ثم يشرحها شرحًا إجماليًا، ويذكر مناسبتها وهدايتها ما ترشد إليه من أحكام وفوائد معتمدًا في العقائد على مذهب السلف الصالح، وفي الأحكام على المذاهب الأربعة لا يخرج عنها.
وقد وضع المصنف تفسيره جامعًا بين المعنى المراد من كلام الله، وبين اللفظ القريب من فهم المسلم اليوم، حيث بين فيه العقيدة السلفية، والأحكام الفقهية الضرورية، وجاء التفسير متميزًا بالتالي: الوسطية بين الاختصار المخل والتطويل الممل، واتباع منهج السلف في العقائد والأسماء والصفات، والالتزام بعدم الخروج عن المذاهب الأربعة في الأحكام الفقهية، إخلاؤه من الإسرائيليات صحيحها وسقيمها إلا ما لا بد منه لفهم الآية وكان مما تجوز روايته لحديث، إغفال الخلافات التقسيمية، الالتزام بما رجحه ابن جرير الطبري في تفسيره عند اختلاف المفسرين في معنى الآية، إخلاء الكتاب في المسائل النحوية والبلاغية والشواهد العربية، عدم التعرض للقراءات إلا نادرًا حيث يتوقف معنى الآية على ذلك واقتصار الأحاديث على الصحيح والحسن منها، خلو التفسير من ذكر الأقوال وإن كثرت والالتزام بالمعنى الراجح الذي عليه جمهور المفسرين من السلف الصالح.
وقد جعل المؤلف الكتاب دروسًا منظمة منسقة، فقد يجعل الآية الواحدة أو الآيتين أو الأكثر درسًا فيشرح كلماتها ثم يبين معانيها ويذكر هدايتها المقصودة منها للاعتقاد والعمل، وجعل الآيات مشكولة على قراءة حفص وبخط المصحف.

## سبب التأليف
يقول أبو بكر الجزائري في مقدمة كتابه:
| أيسر التفاسير لكلام العلي الكبير | ثم أما بعد أيضاً فهذا تفسير موجز لكتاب الله تعالى القرآن الكريم وضعته مراعياً فيه حاجة المسلمين اليوم إلى فهم كلام الله تعالى الذي هو مصدر شريعتهم، وسبيل هدايتهم وهو عصمتهم من الأهواء وشفاؤهم من الأدواء، مراعياً فيه أيضاً رغبة المسلمين اليوم في دراسة كتاب الله وفهمه والعمل به، هي رغبة لم تكن لهم منذ قرون عدة حيث كان القرآن يقرأ على الأموات دون الأحياء ويُعتبر تفسيره خطيئة من الخطايا وذنباً من الذنوب، إذ ساد بين المسلمين القول: بأن تفسير القرآن: صوابه خطأ وخطأه كفر، فلذا القارئ يقرأ: (وَأَنَّ الْمَسَاجِدَ لِلَّهِ فَلا تَدْعُو مَعَ اللَّهِ أَحَداً). والناس حول ضريح الولي المدفون في ناحية المسجد يدعونه بأعلى صواتهم: يا سيدي يا سيدي كذا وكذا ولا يجرؤ أحد أن يقول: يا إخواننا لا تدعوا السيد فإن الله تعالى يقول: (وَأَنَّ الْمَسَاجِدَ لِلَّهِ فَلا تَدْعُو مَعَ اللَّهِ أَحَداً) ويقرأ القارئ (وَمَنْ لَمْ يَحْكُمْ بِمَا أَنْزَلَ اللَّهُ فَأُولَئِكَ هُمُ الْكَافِرُونَ)، ويسمعه من يسمعه، ولا يخطر على باله أن الآية تصرح بكفر من لم يحكم بما أنزل الله، وأن أكثر المسلمين مورطون في هذا الكفر حيث تركوا تحكيم الشريعة الإسلامية إلى تحكيم القوانين الملفقة من قوانين الشرق والغرب وهكذا كان يقرأ القرآن على أموات الأحياء وأحياء الأموات فلا يرى له أثر في الحياة. هذا ونظراً لليقظة الإسلامية اليوم فقد تعين وضع تفسير سهل ميسر يجمع بين المعنى المراد من كلام الله، وبين اللفظ الغريب من فهم المسلم اليوم. نُبَين فيه العقيدة السلفية المنجية. والأحكام الفقهية الضرورية. مع تربية التقوى في النفوس، بتحبيب الفضائل وتبغيض الرذائل، والحث على أداء الفرائض واتقاء المحارم. مع التجمل بالأخلاق القرآنية والتحلي بالآداب الربانية. وقد هممت بالقيام بهذا المتعين عدة مرات في ظرف سنوات، وكثيراً ما يطلب مني مستمعوا دروسي في التفسير في المسجد النبوي أن لو وضعت تفسيراً للمسلمين سهل العبارة قريب الإشارة يساعد على فهم كلام الله تعالى، وكنت أعد أحياناً وأتهرب أحياناً أخرى، حتى ختمت التفسير ثلاث مرات وقاربت الرابعة، وأنا بين الخوف والرجاء وشاء الله تعالى أن أجلس في أواخر محرم عام 1406 هـ، إلى فضيلة الدكتور عبد الله بن صالح العبيد رئيس الجامعة الإسلامية ويُلهم أن يقول لي: لو أنك وضعت تفسيراً على غرار الجلالين يحل محله في المعاهد ودور الحديث تلتزم فيه العقيدة السلفية التي خلا منها تفسير الجلالين فضّر كثيراً بقدر ما نفع، وصادف في النفس رغبتها فأجبته بأن سأفعل إن شاء الله تعالى. وبهذا الوعد تعينت واستعنت بالله تعالى وشرعت وفي أوائل رجب من العام نفسه تم تأليف المجلد الأول الحاوي لثلث القرآن الكريم وفي أول رمضان كان المجلد الأول قد طبع والحمد لله، وواصلت التأليف والله أسأل أن يتم في أقرب وقت، وأن يتقبله مني وهو منه وله، فينتفع به كل مسلم يقرأه بنية معرفة مراد الله تعالى | أيسر التفاسير لكلام العلي الكبير |